# HD 47500
HD 47500，又名CD-36 3031，SAO 197014、HR 2446，是一颗恒星，视星等为5.71，位于銀經245.69，銀緯-18.57，其B1900.0坐标为赤經6h 33m 45.8s，赤緯-36° -18.57′ 18″。